# Ренийгексаалюминий
Ренийгексаалюминий — бинарное неорганическое соединение
рения и алюминия
с формулой Al6Re,
кристаллы.

## Получение
- Сплавление стехиометрических количеств чистых веществ:

{\displaystyle {\mathsf {Re+6Al\ {\xrightarrow {750^{o}C}}\ Al_{6}Re}}}

## Физические свойства
Ренийгексаалюминий образует кристаллы
ромбической сингонии,
пространственная группа C mcm,
параметры ячейки a = 0,659 нм, b = 0,761 нм, c = 0,902 нм, Z = 4
структура типа марганецгексаалюминия Al6Mn
.
Соединение образуется по перитектической реакции при температуре ≈750°C  (690°C  или инконгруэнтно плавится при температуре 803°C ). 